# Monophrynium simplex
Monophrynium simplex là một loài thực vật có hoa trong họ Marantaceae. Loài này được Elmer mô tả khoa học đầu tiên năm 1908.